# Radio Jesto libero Vol. 1
Radio Jesto libero Vol. 1 è il primo mixtape del rapper italiano Jesto, pubblicato nel 2006 dalla ALTOent.

## Tracce
1. Radiosveglia – 2:38
2. Dimmelo te (feat. Johnny Roy & Hyst) – 4:32
3. Il mio flow (feat. Hyst) – 3:07
4. Cosa faccio (feat. Primo) – 3:06
5. Da MerDonald pt. 1 – 0:44
6. Che cazzo ne so – 1:45
7. Tutti ai matti – 3:06
8. Avere le palle (feat. Strike & Er Negretto) – 4:06
9. Sulla spiaggia (feat. Hyst) – 2:26
10. Parli di me (feat. Saga & Rancore) – 4:02
11. Da MerDonald pt. 2 – 1:01
12. Sempre qua (feat. Saga, Crisa & Apachekipe) – 4:33
13. Come una dea – 2:37
14. Alza il culo (feat. Gli Inquilini) – 4:56
15. Fatti vivo (feat. Gel & Chicoria) – 2:41
16. Ci sto sotto (feat. Hyst) – 2:12
17. Come la vedi (feat. Mr Cioni, Nut37, Jimmy & Some) – 4:31
18. Dimmelo te RMX – 1:56